# Habura
Habura é um município da Eslováquia, situado no distrito de Medzilaborce, na região de Prešov. Tem 27,82 km² de área e sua população em 2018 foi estimada em 495 habitantes.

## Demografia
| Ano:        | 1994 | 2004   | 2014   | 2024    |
| ----------- | ---- | ------ | ------ | ------- |
| Broj ljudi: | 531  | 483    | 513    | 450     |
| Razlika:    |      | -9,03% | +6,21% | -12,28% |

| Ano:               | 2023 | 2024   |
| ------------------ | ---- | ------ |
| Número de pessoas: | 462  | 450    |
| Diferença:         |      | -2,59% |